# Joseph Schleimer
Joseph Schleimer   (Mississauga, 31 de maig de 1909 - Mississauga, 23 de novembre de 1988) va ser un lluitador canadenc, especialista en lluita lliure, que va competir durant la dècada de 1930.
El 1936 va prendre part en els Jocs Olímpics d'Estiu de Berlín, on guanyà la medalla de bronze en la competició del pes wèlter del programa de lluita lliure. Seria la darrera medalla canadenca en lluita en uns Jocs fins als Jocs de 1984, quan Bob Molle i Chris Rinke van guanyar la plata del pes superpesant i el bronze del pes mitjà respectivament. En el seu palmarès també destaca una medalla d'or als Jocs de l'Imperi Britànic de 1934, així com els campionats nacionals de 1934, 1935 i 1936.